# Понтипрідд Юнайтед
«Понтипрідд Юнайтед» (валл. Clwb pêl-droed Tref Pontypridd, англ. Pontypridd United Football Club) — валлійський футбольний клуб із міста Понтипрідд. Клуб грає на стадіоні «USW Спортс Парк» в Індустріальному центрі Трефорест. З сезону 2024—2024 років клуб грає у Південній валлійській лізі.

## Історія
Клуб заснований у 1992 році як «Понтипрідд Спорт енд Соушел Клаб», та поглинув попередню команду «Інісібул Атлетік». Цей клуб грав на стадіоні «Інісангарад Парк» в Понтипрідді. Після другого сезону виступів клуб вирішили перейменувати на «Понтипрідд Таун».
У квітні 2006 року головний тренер клубу, колишній гравець «Кардіфф Сіті», Раян Ніколлс домігся успіху з першої спроби, коли клуб переміг «Кардіфф Корріс» з рахунком 4–1, та забезпечив підвищення на сезон 2006—2007 років до Першого дивізіону Валлійської футбольної ліги. Ніколлс також вивів клуб до четвертого раунду Кубка Уельсу. Раніше в цьому турнірі клуб вибив чемпіонів Другого та Першого дивізіонів «Понтадейв Таун» і «Тон Пентре», а також здобув домашню перемогу над командою валлійської Прем'єр-ліги «Аберіствіт Таун» з рахунком 1-0.
Головним тренером клубу в сезоні 2007—2008 був Мал Каміллері, але після поступового вильоту клубу до третього дивізіону він опинився на межі краху. Також розпочались суперечки між містом Понтипрідд та індустріальним центром Трефорест. Проте клуб отримав підтримку від місцевого бізнесмена Клейтона Джонса, і був врятований. У 2009 році бізнесмен з Кардіффа Філ Гібб став президентом клубу, а Аллан Девіс був призначений головним тренером. Девіс був досвідченим захисником, він також тренував ФК «Грейг» у 2008 році, а раніше провів 10 років у клубі «Бертон Альбіон», де грав під керівництвом Найджела Клафа.
У сезоні 2010—2011 років команда почала нестабільно, але з січня програла лише 2 з 20 ігор, і була на вершині турнірної таблиці більш як 2 місяці. В останній тиждень сезону, хоча команда виграла останню гру, проте не змогла піднятися до другого дивізіону за різницею м'ячів.
Сезон 2013–14 почався зі зміни керівництва. Домінік Броуд був призначений головним тренером, і він залучив свого брата Деміена Броуда як помічника головного тренера, а Сема Холдсворта як тренера першої команди. За тиждень до початку сезону в клубі було лише 2 підписаних гравці, інші пішли з клубу слідом за Алланом Девісом. Нові тренери швидко взялися за підписання достатньої кількості гравців, щоб виставити команду на перший матч, і поставили собі за мету зберегти статус Валлійської ліги, чого вони досягли, фінішувавши того року на 15 місці.
29 липня 2014 року «Понтипрідд» зіграв передсезонний товариський матч у Валенсії на стадіоні «Месталья» проти другої команди іспанської Ла Ліги «Валенсії». Напередодні гри радіоведучий «TalkSPORT» Колін Мюррей дізнався новину про матч, оскільки він привернув увагу національних засобів масової інформації, і вирішив прийти подивитись гру, запрошуючи усіх своїх слухачів приєднатися до нього. Понад 100 осіб з усієї Великої Британії забронювали авіаквитки до Валенсії та провели 3 дні, підтримуючи клуб. Проти цієї професійної іспанської команди валлійський клуб програв з рахунком 3-0.
Влітку 2015 року помічник головного тренера Демієн Брод обійняв посаду головного тренера замість свого брата Домініка через робочі зобов'язання; Домінік залишився гравцем/помічником головного тренера. 29 липня 2015 року, рівно через рік після гри з «Валенсією», клуб повторив своє досягнення, організувавши ще один гучний товариський матч в Іспанії, цього разу проти «Депортіво».
У січні 2016 року головний тренер Демієн Брод покинув клуб, отримавши престижну посаду представника «Манчестер Сіті» в Китаї. Домінік Брод повернувся на посаду головного тренера, та привів клуб до перемоги в третьому дивізіоні, побивши клубний рекорд за кількістю перемог за сезон (25), а воротар Раян Гріффітс побив клубний рекорд за кількістю сухих матчів. У травні 2016 року клуб закріпив виграш третього дивізіону Валлійської футбольної ліги після перемоги з рахунком 2-0 над Т"редегар Таун". Після переможного сезону клуб зробив кілька змін у керівництві у своєму першому сезоні у другому дивізіоні валлійської футбольної ліги. Деміен Брод повернувся на посаду головного тренера клубу, а також працював у престижній молодіжній академії «Бристоль Сіті», а ветеран Уельської ліги Філ Клей замінив Сема Голдсворта на посаді помічника головного тренера. Футбольна асоціація Уельсу запроваджувала нові правила для ігор у другому дивізіоні на сезон 2018—2019 років, і стадіон «Інісангарад Парк» у місті Понтипрідд не відповідав новим стандартам. Після вивчення ряду варіантів майданчиків з різними сторонами, включаючи місцеву владу та місцевим регбійним клубом, клуб звернувся до Університету Південного Уельсу щодо використання їх спортивного кампусу на промисловій території Трефорест, і продовжив використовувати ці споруди з самого початку сезону 2017—2018 років. Клуб під керівництвом Дома та Дем'єна Броуда провів хороший сезон, і отримав підвищення до першого дивізіону валлійської футбольної ліги, посівши друге місце, а також потрапивши до четвертого раунду Кубка Уельсу (вибивши «Пенідаррен», який грав у Альянсі Ліги Південного Уельсу). На жаль, надання нового стадіону, який відповідав рівню для ігор другого дивізіону, від Університету Південного Уельсу затримувалось, що означало, що клубу довелося або відмовитися від підвищення, або знайти інше місце для стадіону, що відповідав усім вимогам. Після відмови кількох стадіонів клуб отримав згоду від «Кардіфф Атлетік Стадіум» розпочати свій сезон у першому дивізіоні після апеляції в спортивному суді. Через надмірний знос нового покриття на стадіоні клубу довелося шукати інший майданчик після того, як він провів там пів сезону. Клуб «Абердер Таун» надав «Понтипрідду» дозвіл грати на своєму полі «Абераман Парк», яке відповідало вимогам ліги, до кінця сезону. «Понтипрідд» призначив Лі Кендалла своїм новим головним тренером на 11 ігор до кінця сезону, щоб замінити братів Бродів, які пішли з клубу з особистих причин. Кендалл був повноцінним тренером з ліцензією «А» як для польових гравців, так і для воротарів. Кендалл залишив «Драконів» наприкінці сезону 2018—2019 років. Його помічник, Джонатан Джонс, був призначений його наступником у першому сезоні Південної валлійської ліги.
Клуб грав сезон 2019—2020 років, поки не розпочалась епідемія COVID-19, і кілька ігор були скасовані. Клуб не грав аж до 16 липня 2021 року, коли зустрівся з «Брітон Феррі» в розіграші Кубка валлійської ліги, в якому «Понтипрідд» переміг по пенальті 4-3. Клуб посів друге місце в Південній валлійській лізі в сезоні 2021—2022, і отримав підвищення до Прем'єр-ліги після того, як чемпіон «Ллантвіт Мейджор» не отримав ліцензії на виступи в найвищому дивізіоні від Футбольної асоціації Уельсу. У кінці сезону Джонс пішов у відставку з посади головного тренера. Перед початком нового сезону в червні 2022 року клуб перейменували з «Понтипрідд Таун» на «Понтипрідд Юнайтед». За словами президента клубу Макса Джеймса, така назва була змінена тому, що клуб переїхав із центру міста до Трефоресту, тому вважалось, що назва з «Юнайтед» була більш слушною назвою, хоча клуб все ще перебував в окрузі Понтипрідд. У своєму першому сезоні у валлійській Прем'єр-лізі клуб грав із труднощами, і посів 11 місце в кінці регулярного сезону. «Понтипрідд Юнайтед» випередив лише «Ейрбас», який отримав зняття 3 очок під час регулярного сезону. Однак у плей-оф «дракони» виступили набагато краще. «Понтипрідд Юнайтед» фінішував 8-м у Прем'єр-лізі після лише 1 поразки в 10 матчах під час плей-оф. Воротар Джордж Реткліфф набагато краще виступив під час плей-оф, коли різниця м'ячів клубу зросла з −20 до −11. Що стосується голів, то клуб мав непогані результати для новачка ліги, забивши 41 гол у 32 матчах. Близько 32 % цих голів припало на Бенджаміна Амуна, який забив 13 голів за сезон, завдяки яким він посів 5-е місце серед бомбардирів валлійської Прем'єр-ліги. Загалом, клуб провів досить успішний перший сезон у найвищому дивізіоні. Клуб сподівався на успішний виступ у сезоні 2023—2024 років, однак за підсумками сезону зайняв останнє 12-те місце в лізі, та вибув до Південної валлійської ліги.